# Liste der Flaggen im Enzkreis
Diese Liste beinhaltet alle Flaggen im Enzkreis in Baden-Württemberg.
In Baden-Württemberg werden zweibahnige Flaggen verliehen, deren Farben den Wappenfarben entsprechen. Dabei wird oft als erste Farbe der Flagge (links vom Betrachter) die Farbe der Wappenfigur und als zweite Farbe die des Wappengrundes genommen. Flaggen, die vor Inkrafttreten der deutschen Gemeindeordnung 1935 geführt wurden, dürfen beibehalten werden, auch wenn diese nicht den heutigen Bestimmungen in Baden-Württemberg entsprechen.

## Enzkreis
| Landkreis | Flagge | Kommentare |
| Enzkreis  |        | Wappen am 16. August 1976 verliehen: „In Gold ein blauer Wellenbalken, oben und unten begleitet von je zwei blauen Rauten.“ Flagge: Blau-Gelb. |

## Flaggen der Städte im Enzkreis
| Stadt       | Flagge | Kommentare |
| Heimsheim   |        | Wappen in ältesten Siegeln ab 1481, Flagge vom Innenministerium am 25. Juli 1966 verliehen: „In Grün zwei aus dem Unterrand wachsende schräggekreuzte goldene (gelbe) Ähren.“ Flagge: Gelb-Grün. |
| Knittlingen |        | Wappenbild im ältesten Siegel von 1400, als Wappen seit 1596, vom Landratsamt Enzkreis am 27. August 1976 neu verliehen; Flagge vom Innenministerium am 9. November 1966 verliehen: „In Silber (Weiß) ein goldener (gelber) Abtsstab, beheftet mit zwei schräggekreuzten schwarzen Knitteln.“ Flagge: Schwarz-Weiß. |
| Maulbronn   |        | Wappen vom Innenministerium im Jahre 1962 verliehen, Flagge seit 1926 geführt; Wappen mit Flagge vom Landratsamt Enzkreis am 15. März 1977 neu verliehen: „In Schwarz auf einem erniedrigten, doppelreihig von Rot und Silber (Weiß) geschachten Balken ein nach links gekehrter, laufender goldener (gelber) Brunnen mit silbernem (weißem) Wasserstrahl und ein stehender goldener (gelber) Maulesel mit goldenem (gelbem) Sack.“ Flagge: Rot-Weiß. |
| Mühlacker   |        | Wappen und Flagge im Jahre 1926 festgelegt: „In Blau ein goldener (gelber) Wellenbalken, begleitet oben von einem goldenen (gelben) Ring mit rotem Stein, unten von einem vierspeichigen, sechsschaufeligen goldenen (gelben) Mühlrad mit roter Nabe.“ Flagge: Gelb-Blau, Blau-Gelb. |
| Neuenbürg   |        | Wappenbild im ältesten Siegel von 1400, als Wappen seit 1535, heutige Tingierung im Jahre 1956 festgelegt: „In Silber (Weiß) ein schwebender, sechseckiger roter Turm mit spitzem Dach.“ Flagge: Rot-Weiß. |

## Flaggen der Gemeinden im Enzkreis
| Gemeinde            | Flagge | Kommentare |
| Birkenfeld          |        | Wappen vom Landratsamt Enzkreis am 27. Dezember 1979 verliehen, Flagge vom Innenministerium am 11. März 1964 verliehen: „Unter blauem Schildhaupt, worin eine durchgehende, viergliedrige goldene (gelbe) Kette, beheftet mit einem quadratischen, auf die Spitze gestellten, golden (gelb) bordierten roten Edelstein, in Gold (Gelb) ein zweiblättriger grüner Eichenzweig mit drei grünen Eicheln.“ Flagge: Gelb-Blau.                                                                                    |
| Eisingen            |        | Pflugschar und Rebmesser im ältesten Siegel von 1497, Wappen im Jahre 1902 angenommen; Flagge vom Landratsamt Enzkreis am 15. Januar 1985 verliehen: „In Rot über einem linkshin liegenden silbernen (weißen ) Rebmesser mit goldenem (gelbem) Griff eine goldene (gelbe) Pflugschar.“ Flagge: Weiß-Rot. |
| Engelsbrand         |        | Wappen vom Landratsamt Enzkreis am 20. Dezember 1984 verliehen, Flagge vom Landratsamt am 10. April 1990 verliehen: „In Silber (Weiß) eine schräglinke blaue Wellenleiste, darüber ein schräglinkes grünes Stechpalmenblatt mit zwei roten Beeren, darunter ein schräglinker gestümmelter schwarzer Ast mit drei roten Flammen.“ Flagge: Grün-Weiß. |
| Friolzheim          |        | Wappen mit gemmingischen Wappen im vorderen Feld im Jahre 1937 angenommen, Tingierung des vorderen Feldes im Jahre 1957 vertauscht; Wappen und Flagge vom Innenministerium am 11. Dezember 1957 verliehen: „In gespaltenem Schild vorn in Gold (Gelb) zwei blaue Balken, hinten in Blau ein goldener (gelber) Hirschrumpf.“ Flagge: Blau-Gelb. |
| Illingen            |        | Wappen und Flagge vom Innenministerium am 1. März 1974 verliehen: „In von Blau und Gold (Gelb) schräggeteiltem Schild oben an schräglinker roter Stange mit goldener (gelber) Spitze eine rechtshin flatternde goldene (gelbe) Fahne, unten ein schräggestellter roter Schlüssel.“ Flagge: Gelb-Blau, Blau-Gelb. |
| Ispringen           |        | Wappen im Jahre 1902 angenommen, Flagge vom Landratsamt Enzkreis am 15. Januar 1985 verliehen: „In Rot eine goldene (gelbe) Schafschere.“ Flagge: Gelb-Rot. |
| Kämpfelbach         |        | Wappen und Flagge vom Landratsamt Enzkreis am 3. Februar 1976 verliehen: „In Gold (Gelb) ein roter, mit zwei goldenen (gelben) Lilien belegter Schräglinksbalken.“ Flagge: Rot-Gelb. |
| Keltern             |        | Wappen und Flagge vom Innenministerium am 11. Juli 1973 verliehen: „Im Göpelschnitt geteilt; oben rechts in Silber (Weiß) eine blaue Weintraube, links in Blau ein silberner (weißer) Pokal, unten auf goldenem (gelbem) Schildfuß in Schwarz ein goldenes (gelbes) Keltergebäude mit goldener (gelber) Traubenpresse, dessen Dach an die Teilungslinien anstößt.“ Flagge: Gelb-Blau. |
| Kieselbronn         |        | Schwimmfuß in Siegeln seit Ende des 18. Jahrhunderts, Wappen seit 1907; Flagge vom Landratsamt Enzkreis am 5. November 1987 verliehen: „In Rot ein goldener (gelber) Schwimmfuß.“ Flagge: Gelb-Rot. |
| Königsbach-Stein    |        | Wappen und Flagge vom Landratsamt Enzkreis am 16. November 1992 verliehen: „In geviertem Schild - Feld eins: In Gold (Gelb) ein roter Schrägbalken; Feld zwei: In Silber (Weiß) aus dem Unterrand wachsend die Büste eines Königs mit gold (gelb) besetztem roten Mantel, Hermelinkragen und goldener (gelber) Krone mit roten Edelsteinen; Feld drei: In Blau ein silberner (weißer) Steinheber mit silbernem (weißen) Steinquader; Feld vier: In Silber (Weiß) ein blauer Wellenbalken.“ Flagge: Rot-Gelb. |
| Mönsheim            |        | Wappenbild im ältesten Siegel von 1598, Wappen im Jahre 1930 festgelegt: „In Rot auf grünem Dreiberg ein silberner (weißer) Zinnenturm mit spitzem Helm.“ Flagge: Weiß-Rot. |
| Neuhausen           |        | Wappen und Flagge vom Landratsamt Enzkreis am 30. Dezember 1980 verliehen: „In Silber (Weiß) auf einem von Blau und Gold (Gelb) geteilten Schildfuß ein rotes Haus mit zwei Schornsteinen, zwei von den Giebeln linkshin flatternden roten Fähnlein, sechs (3:3) roten Fenstern an der Frontseite, geschlossenem Tor und einem roten Fenster an der linken Giebelseite.“ Flagge: Rot-Weiß. |
| Neulingen           |        | Wappen und Flagge vom Landratsamt Enzkreis am 15. Juni 1984 verliehen: „In Rot ein von zwei schwarzen Rauten belegter goldener (gelber) Schrägbalken, darüber ein goldener (gelber) Großbuchstabe G, darunter ein goldener (gelber) Sester.“ Flagge: Gelb-Rot. |
| Niefern-Öschelbronn |        | Wappen und Flagge vom Innenministerium am 31. Juli 1972 verliehen: „In Blau ein goldener (gelber) Brunnen mit zwei Röhren, aus denen ein silberner (weißer) Wasserstrahl fließt, darüber drei goldene (gelbe) Sterne.“ Flagge: Gelb-Blau. |
| Ölbronn-Dürrn       |        | Wappen und Flagge vom Landratsamt Enzkreis am 25. September 1985 verliehen: „In Gold (Gelb) über einem grünen Berg, worin ein goldenes (gelbes) Eichenblatt mit goldener (gelber) Eichel, rechts ein vierspeichiges schwarzes Pflugrad, links ein gemauerter roter Turm mit Flankenmauern, Wehrgang und Spitzdach.“ Flagge: Rot-Gelb. |
| Ötisheim            |        | Wappenbild im ältesten Siegel von 1514, Wappen um 1950 gestaltet; Flagge am 28. September 1950 genehmigt: „In Gold (Gelb) schräggekreuzt ein roter Abtsstab und eine grüne Eidechse.“ Flagge: Grün-Gelb. |
| Remchingen          |        | Wappen von Wilferdingen, angenommen im Jahre 1901, weitergeführt; Wappen und Flagge vom Landratsamt am 4. November 1976 neu verliehen: „In Rot zwei schräggekreuzte silberne (weiße) Lilienstäbe, beheftet mit einem silbernen (weißen) Herzschild, worin eine blaubesamte rote Rose mit grünen Kelchblättern.“ Flagge: Weiß-Rot. |
| Sternenfels         |        | Zweistufiger Felsen und sechsstrahliger Stern als Fleckenzeichen in 1684, in Wappenschild in Siegeln des 19. und 20. Jahrhunderts, Wappen vom Innenministerium am 29. März 1965 verliehen; Wappen mit Flagge vom Landratsamt Enzkreis am 25. Oktober 1979 neu verliehen: „In Silber (Weiß) auf einem dreistufigen blauen Fels ein gestürzter, siebenstrahliger roter Stern.“ Flagge: Rot-Weiß. |
| Straubenhardt       |        | Wappen und Flagge vom Landratsamt am 3. Mai 1976 verliehen: „Geviert von Blau und Silber (Weiß); in Feld 2 und 3 je ein schwarzer Schemel.“ Flagge: Schwarz-Weiß. |
| Tiefenbronn         |        | Brunnen in Siegel von 1721; Wappen und Flagge vom Innenministerium am 30. März 1966 verliehen, vom Landratsamt Enzkreis am 15. Februar 1979 neu verliehen: „In Blau auf grünem Boden ein gemauerter goldener (gelber) Ziehbrunnen mit goldenem (gelbem) Eimer.“ Flagge: Gelb-Blau. |
| Wiernsheim          |        | Wappen in heutiger Form seit 1939; Wappen- und Flaggenfarben im Jahre 1956 angenommen, vom Innenministerium am 12. Dezember 1957 verliehen: „In Schwarz ein goldener (gelber) Abtsstab, umrankt von zwei silbernen (weißen) Eichenzweigen, beiderseits begleitet von je fünf goldenen (gelben) Sternen.“ Flagge: Gelb-Blau. |
| Wimsheim            |        | Wappenbild in Schultheißenamtssiegel vom Ende des 19. Jahrhunderts, Wappen seit 1947: „In Blau über einem goldenen (gelben) Stern eine goldene (gelbe) Hafte.“ Flagge: Gelb-Blau. |
| Wurmberg            |        | Wappen und Flagge vom Innenministerium am 18. Oktober 1962 verliehen: „In gespaltenem Schild vorn in Gold (Gelb) ein linksgewendeter roter Abtsstab, hinten in Rot ein silberner (weißer) Leuchter mit brennender Kerze.“ Flagge: Rot-Gelb. |